# Es werde Licht (Lied)
Es werde Licht ist ein Lied des österreichisch-schweizerischen Musikers Udo Jürgens, das im November 2003 erschien.

## Entstehung und Veröffentlichung
Geschrieben und produziert wurde das Lied vom Interpreten selbst. Während Jürgens beim Schreibprozess von Wolfgang Hofer unterstützt wurde, erhielt er bei der Produktion Unterstützung durch Peter Wagner.
Die Erstveröffentlichung von Es werde Licht erfolgte im November 2003 bei Ariola. Das Lied erschien in diesem Monat als Promo-Single mit der B-Seite Merry Christmas allerseits (Katalognummer: 82876 58085 2) sowie am 17. November als Teil von Jürgens’ Weihnachtsalbums Es werde Licht – Meine Winter- & Weihnachtslieder (Katalognummer: 82876 54588 2).
Am 25. Dezember 2003 wurde das Lied erstmalig im Rahmen des TV-Specials Udo Jürgens: „Es werde Licht! – Meine Winter- und Weihnachtslieder“ mit einem Musikvideo uraufgeführt. 2006 erfolgte ein Liveauftritt bei der José Carreras Gala, zusammen mit Josep Carreras.

## Inhalt
Das Lied behandelt die alljährliche Betroffenheitskultur an Weihnachten, die nach den Festtagen wieder schwindet. Ebenso wird der weihnachtliche Konsumrausch angeprangert, der im gefühllosen Verschenken vonstattengeht.